# Elecciones parlamentarias de Serbia de 1993
Las elecciones parlamentarias se celebraron en la República de Serbia el 19 de diciembre de 1993.
El Partido Socialista de Serbia (SPS) emergió como el partido más grande en la Asamblea Nacional, ganando 123 de los 250 escaños.
El SPS formó un gobierno con Nueva Democracia, que se había corrido como parte de la coalición Movimiento Democrático de Serbia.

## Antecedentes
Las elecciones fueron boicoteadas por partidos políticos de etnia albanesa de Kosovo, que representaban aproximadamente el 17% de la población.

## Resultados
| Partido                                                                   | Votos     | %     | Escaños | +/–   |
| ------------------------------------------------------------------------- | --------- | ----- | ------- | ----- |
| Partido Socialista de Serbia                                              | 1,576,287 | 36,65 | 123     | +22   |
| Movimiento Democrático de Serbia                                          | 715,564   | 16,64 | 45      | –5    |
| Partido Radical Serbio                                                    | 595,467   | 13,85 | 39      | –34   |
| partido Democrático                                                       | 497,582   | 11.57 | 29      | +23   |
| Partido Democrático de Serbia                                             | 218,056   | 5,07  | 7       | Nuevo |
| Comunidad Democrática de Húngaros Vojvodina                               | 112,342   | 2,61  | 5       | –4    |
| Partido para la Acción Democrática - Partido Democrático de los Albaneses | 29,342    | 0,68  | 2       | Nuevo |
| Votos nulos                                                               | 555,800   | -     | -       | -     |
| Total                                                                     | 4.300.440 | 100   | 250     | 0     |
| Registrados/Participación                                                 | 7.010.385 | 61,34 | -       | -     |
| Fuente: B92                                                               |           |       |         |       |